# Беднорц, Роберт
Роберт Беднорц (нем. Robert Bednorz; 18 мая 1882, Grzybowice, Забже — 6 апреля 1973, Висбаден) — немецкий скульптор, известный своими работами в южной Польше.

## Биография
Роберт родился 18 мая 1882 года в деревне Пильцендорф (нем. Pilzendorf), ныне — дзельница Гжибовице города Забже Силезского воеводства. В 1903—1907 годах обучался у скульптора Альберта Вернер-Шварцбурга в Государственной академии искусств и ремёсел в Бреслау. В 1907—1910 году обучался в магистратуре у Карла Людвига Манцеля. Вместе с Игнатиусом Ташнером добавил декоративные элементы из известняка на Вроцлавской водонапорной башне: нимфу и Тритона. В 1911 году спроектировал и создал Памятник Бисмарку в Ополе. В 1911—1912 годах по получению Римской премии Прусской академии искусств жил в Вилле Штроль-Ферн в Риме.
В 1913 году вместе с Гансом Пёльцигом создал фонтан с Афиной Палладой для внутреннего двора Павильона четырёх куполов в Бреслау. Спроектировал Медаль Гёте земли Гессен. В 1953 году участвовал с двумя скульптурами на Третьей выставке немецкого искусства (нем. Dritten Deutschen Kunstausstellung) в Дрездене. В 1959 году создал памятник Йозефу фон Эйхендорфу в Эберсберге.